# Kukla

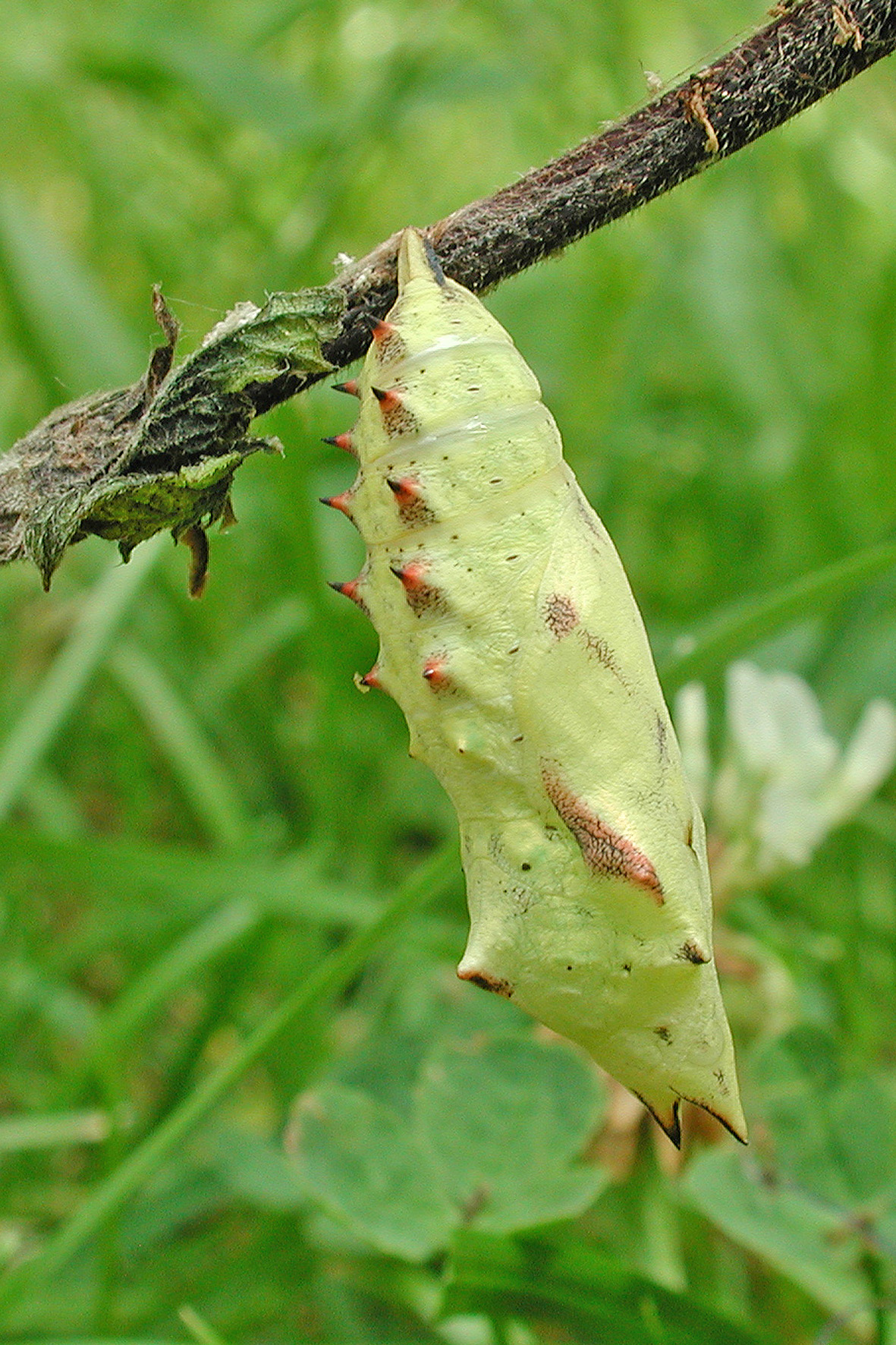
Kukla babočky paví oko

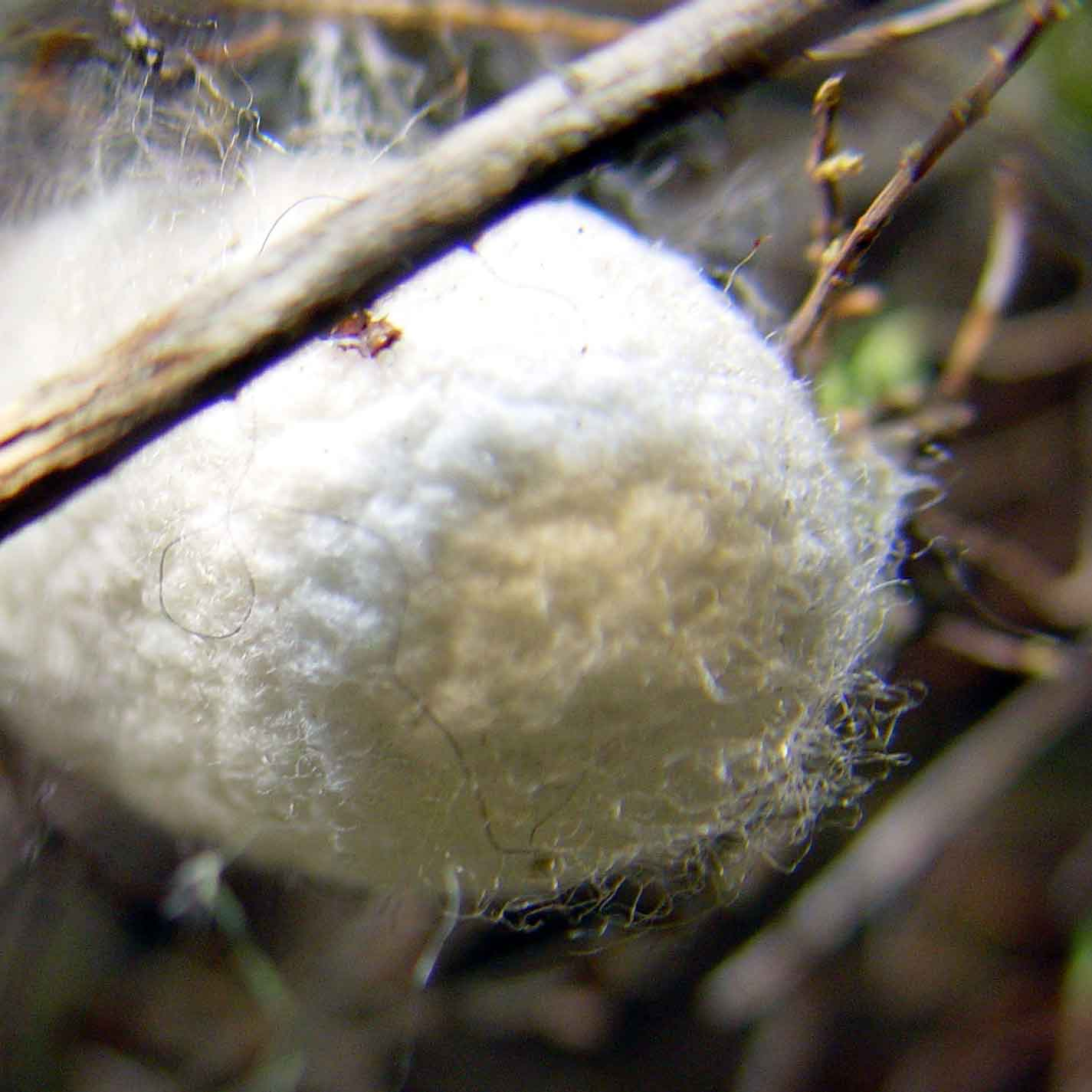
Kokon bource morušového

Kukla (pupa) je životní stadium hmyzu s proměnou dokonalou.
Během tohoto tzv. klidového stadia dochází k přeměně larvy v dospělce (imago). Jde o stadium obvykle nepohyblivé, kryté pevným obalem, pod nímž dochází k rozsáhlé přestavbě (metamorfóze) celého organismu. Po dobu metamorfózy jedinec nepřijímá potravu, žije ze zásob, které si před zakuklením nashromáždila larva.

## Typy kukel
Kukla může být dvojího typu, krytá a nekrytá. Krytou kuklu mají například brouci, nekrytou kuklu např. motýli. Kuklové stadium motýlů se nazývá chrysallis. 
Někteří motýli vytvářejí na posledním článku kukly výrustek s přichycovacími háčky (kremaster), které slouží k upevnění kukly k podkladu.

## Kokony
Larvy některých druhů hmyzu před kuklením produkují slinnými žlázami vlákno, z něhož vytvoří zámotek neboli kokon. Ten slouží k ochraně kukly. Typickým příkladem druhu vytvářejícího kokony je bourec morušový (Bombyx mori), jehož housenky produkují vlákno, z něhož se vyrábí hedvábí.